# Силвия Колева
Силвия Николай Колева е българска преводачка.

## Биография
Завършва Френската езикова гимназия в София и впоследствие Софийския държавен университет със специалност „класическа филология“. Дипломната ѝ работа на тема „Сравненията в езика на Овидий – първи и трети творчески период“ е отличена със специална академична награда.
От 1980 до 1990 г. Силвия Колева работи като редактор в Агенция „Изложби и панаири на книгата“ и представя българската книга и българското книгоиздаване в сборни експозиции на панаирите на книгата в Алжир, Анкара, Белград, Болоня, Брюксел, Варшава, Женева, Москва, Триполи, Фракфурт на Майн. Организира над 50 изложби на чуждестранни издателства в България.
Нейни са преводите на четирилогията „Жозеф Балзамо“ от Александър Дюма-баща (Книгоиздателска къща „Труд“, 2005), на романа „Най-дългият годеж“ от Себастиен Жапризо (Книгоиздателска къща „Труд“ и Издателство „Колибри“, 2006), Приказките на Шарл Перо, три от които – в стихове (Книгоиздателска къща „Труд“, 2007).
Силвия Колева е автор на 60 статии в Речника на френскоезичната литература (Академично издателство „Марин Дринов“, 1998). Превежда и от английски език. По-известни са преводите ѝ на разкази от Съмърсет Моъм, публикувани в българската преса. Има публикации в областта на литературознанието и литературната критика, киното и театъра, статии за известни личности. Автор е на литературно есе-анализ в Годишника на Ивлин Уо (2003) под заглавие „The Audience is Part of the Story Backstage“. Член е на Международната фондация „Ивлин Уо“. Пише и стихове.